# Białołęka (Basse-Silésie)
Pour l’article homonyme, voir Białołęka.
Białołęka est une localité polonaise de la gmina de Pęcław, située dans le powiat de Głogów en voïvodie de Basse-Silésie.

## Histoire
De 1742 à 1945, Weißholz fait partie de l'arrondissement de Glogau dans le district de Liegnitz au sein de la province de Silésie.